# Колозеро

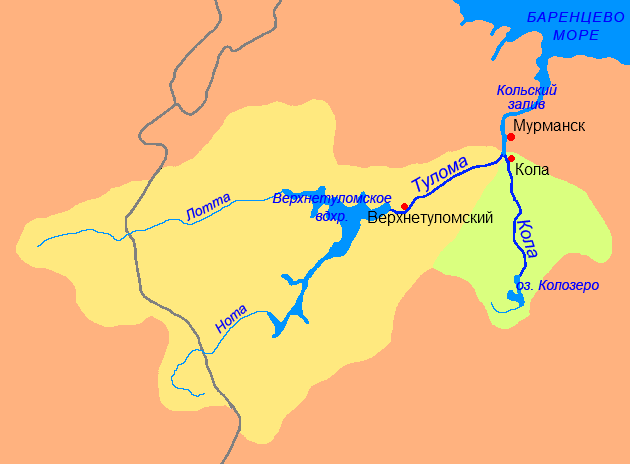
Бассейн Туломы и Колы

Коло́зеро — пресное озеро на территории городского округа город Оленегорск Мурманской области в центральной части Кольского полуострова. Высота над уровнем моря — 140,9 м.

## География
Расположено в самом центре полуострова в 4,1 километрах к северу от Оленегорска вдоль железнодорожной линии Санкт-Петербург-Мурманск (в 0,5-2,5 километрах к западу). Местность вокруг озера — лесистая, частично заболоченная, с сопками высотой 150—250 метров.
Относится к бассейну Баренцева моря, связывается с ним через реку Кола, вытекающую из северо-восточного окончания озера. С севера в Колозеро впадает река Веже, в северо-западную часть — река Оленья, с окрестных сопок — множество мелких ручьёв. Кроме того, несколько небольших проток связывают Колозеро с другими близлежащими озёрами: Сухим (в 900 метрах к северо-западу), Щучьим (в 2,3 километрах к востоку), Кахозером (в 4 километрах к юго-западу), Медвежьим (в 1,8 километрах к западу) и Сухим (в 200 метрах к западу).

## Описание
Колозеро является двенадцатым по площади (66,3 км²) озером Мурманской области, площадь водосборного бассейна 486 км². Имеет вытянутую с севера на юг неровную форму со множеством заливов и мысов длиной 16,5 километра и состоит из двух частей — самого Колозера и Колозерской губы — крупного залива в юго-западной части озера длиной 8 километров и шириной до 3,5 километра. На территории озера находится несколько островов: два крупных длиной 0,8 и 1 километр и несколько совсем малых длиной не более 150 метров. Питание озера в основном снеговое и дождевое.
Первые упоминания об озере относятся к началу XVII века, когда здесь находился промысловый погост масельгских саамов.
Ближайшие к озеру населённые пункты — город Оленегорск (в 4,1 километрах к югу), сёла Лапландия (в 1,5 километрах к востоку) и Пулозеро (в 550 метрах к северу).
По уровню загрязнения Колозеро относится к I категории загрязненности водных объектов. Измерения, проведённые зимой 1999 года, показали превышение концентрации марганца в 13-20 раз. Главный источник загрязнения озера — сточные воды города Оленегорска и ОАО «Олкон» («Оленегорский горно-обогатительный комбинат»).